# Жез-э-Англь
Жез-э-Англь (фр. Gez-ez-Angles, окс. Gès eths Angles) — коммуна во Франции, находится в регионе Юг — Пиренеи. Департамент — Верхние Пиренеи. Входит в состав кантона Лурд-Эст. Округ коммуны — Аржелес-Газост.
Код INSEE коммуны — 65203.

## География

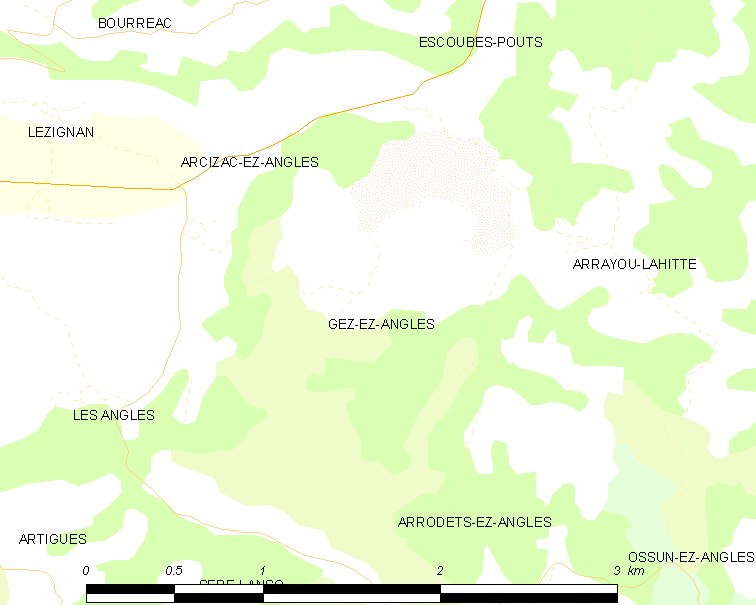
Карта коммуны

Коммуна расположена приблизительно в 670 км к югу от Парижа, в 130 км юго-западнее Тулузы, в 16 км к югу от Тарба.
По территории коммуны протекает река Литор (фр. Litor).

## Климат
Климат умеренно-океанический с солнечной тёплой погодой и обильными осадками на протяжении практически всего года.

## Население
Население коммуны на 2010 год составляло 22 человека.
| 1962 | 1968 | 1975 | 1982 | 1990 | 1999 | 2010 |
| ---- | ---- | ---- | ---- | ---- | ---- | ---- |
| 34   | 25   | 22   | 26   | 23   | 22   | 22   |

## Администрация
| Период | Период | Фамилия       | Партия | Примечания |
| ------ | ------ | ------------- | ------ | ---------- |
| 2001   | 2020   | Патрис Мериго |        |            |

## Экономика
В 2010 году среди 13 человек трудоспособного возраста (15-64 лет) 12 были экономически активными, 1 — неактивным (показатель активности — 92,3 %, в 1999 году было 69,2 %). Из 12 активных жителей работали 9 человек (5 мужчин и 4 женщины), безработных было 3 (2 мужчин и 1 женщина). Среди 1 неактивного 0 человек были учениками или студентами, 1 — пенсионером, 0 были неактивными по другим причинам.